# Roger Lallemand
Pour les articles homonymes, voir Lallemand.
Roger Lallemand, né le 17 janvier 1932 à Quevaucamps (Belœil, Belgique) et mort le 20 octobre 2016 à Saint-Gilles, est un avocat et homme d'État belge, membre du parti socialiste (de Belgique). 
Il est sénateur entre 1979 et 1999 et président du Sénat de Belgique entre le 10 mars et le 9 mai 1988. Il a reçu le titre de ministre d'État en 2002.

## Biographie
Roger Lallemand est né le 17 janvier 1932 au sein d’une famille de forgerons de Quevaucamps.
Licencié en philologie romane et docteur en droit de l’Université libre de Bruxelles, Roger Lallemand occupe pendant ses études la fonction de Président du Cercle du Libre Examen de l’université.
Avocat, Roger Lallemand est président de la Conférence du jeune barreau de Bruxelles pour l'année judiciaire 1971-1972.
Il est l'ami de Jean-Paul Sartre et de Simone de Beauvoir.
Jean-Paul Sartre est invité par Roger Lallemand à donner une conférence à la tribune de la Conférence du jeune barreau de Bruxelles le 24 février 1972.
Roger Lallemand est connu pour être allé défendre Régis Debray, alors détenu en Bolivie pour avoir soutenu Che Guevara en 1967 et le militant libertaire Roger Noël, alias « Babar », emprisonné en Pologne pour son soutien à Solidarność (1982).
Il a également été l'avocat du gynécologue Willy Peers arrêté sur dénonciation anonyme, en janvier 1973, pour avoir procédé à l'avortement d'une jeune femme de 27 ans présentant un handicap mental (mis en détention, il sera accusé d'avoir pratiqué plus de trois cents avortements).
Il prendra encore la défense de Michel Vincineau, professeur de droit à l’ULB, qui exploitait avec son compagnon un sauna gay et s’était fait arrêter par la police pour exploitation d’une maison de débauche. L'issue de ce procès contribuera à faire sortir l’homosexualité du champ de l’outrage aux bonnes mœurs en Belgique.
Au niveau politique, Roger Lallemand est coauteur de la loi sur la dépénalisation de l’avortement en Belgique. Il s’implique dans de nombreux débats éthiques en Belgique.
Une phrase que Roger Lallemand cite résume son action politique « La politique ne se réduit pas à la gestion de la société. Elle est une morale de la responsabilité et de la solidarité, une éthique de la générosité. »
Proche d'André Delvaux et de Jacques Brel, il est à l'origine de la loi du 30 juin 1994 relative aux droits d'auteurs et droits voisins.
Roger Lallemand a été, depuis de nombreuses années et jusqu'en 2010, alternativement président ou vice-président du conseil d'administration du Théâtre royal de la Monnaie.
Il est Docteur honoris causa de l'université de Liège et de l'université de Mons.
Roger Lallemand a été fait Commandeur de l'ordre de la Légion d'honneur par le Président français François Mitterrand, le 1er février 1991.
Une place Roger Lallemand est inaugurée à Quevaucamps en 2021.

## Distinction
Officier du Mérite wallon (O.M.W.) 2012